# Sarsia turricula
Sarsia turricula är en nässeldjursart som beskrevs av Edward McCrady 1859. Sarsia turricula ingår i släktet Sarsia och familjen Corynidae. Inga underarter finns listade i Catalogue of Life.